# Stenotarsus arrowi
Stenotarsus arrowi là một loài bọ cánh cứng trong họ Endomychidae. Loài này được Mader miêu tả khoa học năm 1934.